# ベン・マカロック (ボクサー)
ベン・マカロック（Ben McCulloch、男性、1982年3月26日 - ）は、オーストラリアのプロボクサー。シドニー出身。第12代PABAスーパーミドル級王者。

## 来歴
2008年8月27日、ニューサウスウェールズ州リヴァプールのE.G.ホイットラム・レクリエーションセンターでティモシー・ナソアとデビュー戦を行い、初回1分10秒TKO勝ちを収めデビュー戦を白星で飾った。
2012年10月24日、ニューサウスウェールズ州キングスフォードでIBFパンパシフィックスーパーミドル級王者レス・ピッパーとPABAスーパーミドル級王座決定戦を行い、9回2分15秒KO勝ちを収めIBFパンパシフィック王座とPABA王座獲得に成功した。
2013年2月5日、WBAは最新ランキングを発表し、マカロックをWBA世界スーパーミドル級5位にランクインした。
2013年8月17日、ニューサウスウェールズ州ソーテルでジョナサン・シマモラと対戦し、6回1分9秒KO勝ちを収めPABA王座初防衛に成功した。
2014年8月2日、バタンガス州アゴンシーリョでヨーックンスック・モー・プーワナと対戦し、4回2分56秒TKO勝ちを収め2度目の防衛に成功した。
2014年11月12日、WBAは最新ランキングを発表し、マカロックをWBA世界スーパーミドル級4位にランクインした。
2014年12月11日、ロシアモスクワのダイナモ・スポーツ・パレスでWBA世界スーパーミドル級2位のヒョードル・チュディノフとWBA世界スーパーミドル級暫定王座決定戦を行い、プロ初黒星となる2分1秒KO負けを喫し王座獲得に失敗した。試合後、少しぼうっとした状態となっていたマカロックが自分の足でリングを歩いて降りる前に医師による検査の要請がなされ、病院に運ばれた。
2015年1月17日、WBAは最新ランキングを発表し、マカロックをWBA世界スーパーミドル級ランキングから除外した。

## 獲得タイトル
- IBFパンパシフィックスーパーミドル級王座
- 第12代PABAスーパーミドル級王座（防衛2）